# 777 (クレイジーケンバンドのアルバム)
『777』（なな なな なな）は、クレイジーケンバンドの5枚目のオリジナル・アルバム。2003年6月25日にAlmond Eyesより発売。

## 収録曲
特記以外作詞・作曲：横山剣
1. 7時77分 [4:05] 
  - MV監督はウスイヒロシ
2. BRAND NEW HONDA [4:39]
3. I LIKE SUSHI [6:05] 
  - MV監督はウスイヒロシ
4. 爆発!ナナハン娘 [4:36]
5. 赤と黒 [6:17]
6. eye catch/世界にひとつのCKB [0:21]
7. 夜のヴィブラート [3:59]
  - 作詞：坂間大介/佐々木士郎/横山剣音楽事務所
  - RHYMESTER参加曲
8. 夜のヴィブラートKQ仕様 [1:29]
9. 私立探偵マヒマヒ（Instrumental） [2:47] 
  - 作曲：小野瀬雅生
10. 美人（ミイン） [5:59] 
  - 作詞・作曲：申重鉉
  - シン・ジュンヒョンのカバー
11. eye catch/あなたとわたしのCKB [0:25]
12. 真夜中のストレンジャー [3:29]
13. 涙のイタリアン・ツイスト [3:35]
14. Surf Side 69 [3:51]
15. パナールの島 [4:14]
16. 金龍酒家 [4:00]
17. eye catch/The Sound of Yokohama Yokosuka [0:23]
18. 横顔 [4:51]
19. ボサボサノヴァノヴァ [0:56]
  - 作詞・作曲：新宮虎児
20. eye catch/Let's Go CKB [0:10]
21. あ、やるときゃやらなきゃダメなのよ。～Sunaga t Experience's du bop remix～ [5:05]
  - 6thシングル。MV監督はウスイヒロシ